# Orietta Escámez
Sylvia Orieta Escámez Carrasco, conosciuta come Orietta Escámez (Cañete, 19 aprile 1938 – 11 maggio 2021), è stata un'attrice cilena.

## Biografia
Orietta Escámez nacque a Cañete il 19 aprile del 1938. Suo fratello era il pittore Julio Escámez. Studiò teatro all'Università di Concepción.
Nel 1974, in tour in Venezuela, la dittatura militare non le permise di tornare in Cile. Continuarono, lei e altri attori, a lavorare a Caracas fino all'omicidio di uno di questi.
Orietta Escámez tornò in Cile esibendosi sul palco nel 1985 con l'opera Yo mujer, dove interpretò più personaggi femminili. Si sposò con l'attore sempre cileno Humberto Davauchelle, col quale ebbe una figlia.
Morì l'11 maggio del 2021.

## Filmografia

### Cinema
- Tres miradas a la calle, regia di Naum Kramarenco (1957)
- La maleta, regia di Raúl Ruiz (1963)
- Regreso al silencio, regia di Naum Kramarenco (1967)
- Elal y los animales (2008)